# غلبرت ييغون
غلبرت ييغون (بالإنجليزية: Gilbert Yegon)‏ هو عداء ماراثون ومسافات طويلة كيني ولد في يوم 26 يناير 1988، أبرز إنجازاته كان تحقيقه المركز الأول في ماراثون أمستردام في سنة 2009 وألذي سجل به أفضل رقم له 2:06:18 ساعة. كما حقق المركز الثاني في ماراثون فيينا في سنة 2012.

## روابط خارجية
- غلبرت ييغون على موقع الاتحاد الدولي لألعاب القوى (الإنجليزية)